# Прогресс М-41
«Прогресс М-41» — транспортный грузовой космический корабль (ТГК) серии «Прогресс», запущен к орбитальной станции «Мир». Серийный номер 241.

## Цель полёта
Доставка на орбитальную станцию (ОС) более 2400 килограммов различных грузов, в числе которых топливо, запас кислородной смеси, научное оборудование, средства индивидуальной защиты, посылки для членов экипажа. Доставка Конституции России космонавту Сергею Авдееву. Доставка аппаратуры «Модуль-М».

## Хроника полёта
- 02.04.1999, в 14:28:43.093 (MSK), (11:28:43 UTC) — запуск с космодрома Байконур;
- 04.04.1999, в 15:46:49 (MSK), (12:46:49 UTC) — осуществлена стыковка с ОС Мир к стыковочному узлу на агрегатном отсеке служебного модуля «Квант». Процесс сближения и стыковки проводился в автоматическом режиме;
- 17.07.1999, в 14:20:44 (MSK), (11:20:44 UTC) — ТГК отстыковался от ОС и отправился в автономный полёт.

## Перечень грузов
Суммарная масса всех доставляемых грузов: 2438,3 кг